# 5 Kozacki Pułk Szkoleniowo-Zapasowy
5 Kozacki Pułk Szkoleniowo-Zapasowy (ros. 5-й казачий учебно-запасной полк) – kolaboracyjny oddział wojskowy złożony z Kozaków podczas II wojny światowej
Na pocz. lipca 1943 r. w okupowanej Mławie rozpoczęto formowanie 1 Kozackiej Dywizji Kawalerii, której dowództwo objął gen. Helmuth von Pannwitz. Po pewnym czasie w pobliskiej wsi Mokowo utworzono 5 Kozacki Pułk Szkoleniowo-Zapasowy pod dowództwem płk. Alexandra von Bosse. Był on podporządkowany Rezerwie wojsk kozackich z siedzibą w Berlinie, na czele której stał ataman gen. Andriej G. Szkuro. Oddział nie miał ustalonego składu organizacyjnego. W różnym czasie liczył od 10 do 15 tys. żołnierzy, których przenoszono z różnych kozackich oddziałów wojskowych przebywających na froncie wschodnim. Po odpowiednim przeszkoleniu byli oni przydzielani do poszczególnych pułków 1 Kozackiej Dywizji Kawalerii. Przy sztabie 5 Kozackiego Pułku Szkoleniowo-Zapasowego utworzono szkołę podoficerską i szkołę młodych Kozaków, stanowiącą rodzaj korpusu kadetów przeznaczonego dla nieletnich Kozaków, którzy stracili swoich rodziców. Funkcję komendanta szkoły pełnił ppłk Stabenau. Po skierowaniu 1 Kozackiej Dywizji Kawalerii do walki z partyzantką w okupowanej Jugosławii pod koniec września 1943 r., pułk trafił do Dijon w okupowanej Francji, a następnie do Zwettl w Austrii. W tym czasie szkolono w nim żołnierzy dla różnych kozackich oddziałów wojskowych w służbie niemieckiej.